# Synothele goongarrie
Synothele goongarrie là một loài nhện trong họ Barychelidae. Loài này phân bố ờ Tây Úc.